# Adam Jecho
Adam Jecho (* 24. března 2006, Zlín) je český hokejový útočník působící v klubu Edmonton Oil Kings v WHL. V roce 2025 reprezentoval Česko na mistrovství světa juniorů v ledním hokeji. S týmem získal bronzovou medaili.

## Hráčská kariéra
Jecho debutoval v WHL v týmu Edmonton Oil Kings v sezóně 2023/24, kde nastoupil do 54 zápasů. V sezóně 2023/24 za klub Edmonton Oil Kings zaznamenal v 54 zápasech 23 gólů a 24 asistencí.